# Goodenia perryi
Goodenia perryi är en tvåhjärtbladig växtart som beskrevs av George Gardner och R. Carolin. Goodenia perryi ingår i släktet Goodenia och familjen Goodeniaceae. Inga underarter finns listade i Catalogue of Life.